# Archaeolepidotus
Archaeolepidotus es un género extinto de peces osteíctios prehistóricos del orden Semionotiformes. Este género marino fue descrito científicamente por Accordi en 1956.

## Especies
Clasificación del género Archaeolepidotus:
- † Archaeolepidotus Accordi 1956
  - † Archaeolepidotus leonardii Accordi 1956